# 1000年後に残したい…報道映像
『1000年後に残したい…報道映像』（せんねんごにのこしたい…ほうどうえいぞう）は、日本テレビ系列（テレビ大分・テレビ宮崎を除く）で2011年・2012年の12月に放送された報道特別番組。

## 概要
今後の教訓となるような1000年後に残したい報道映像を放送する。

## 放送日時
| 回数  | 放送日時       | 放送内容 |
| ----- | -------------- | --- |
| 第1回 | 2011年12月23日 | 福島第一原子力発電所事故 再現ドラマ『日本がもっとも危なかった87時間』 巨大地震・巨大津波の瞬間 インターネットショップの悪い客 |
| 第2回 | 2012年12月21日 | 首都直下型地震の恐怖 再現ドラマ『私の名は菊地直子』 命がけで伝えた戦場                                                        |

## 出演者
- 徳光和夫（2011年のみ）
- 村尾信尚
- 藤井貴彦（日本テレビアナウンサー）
- 鈴江奈々（日本テレビアナウンサー）
- 小熊美香（2012年のみ、日本テレビアナウンサー）

## スタッフ
- 制作協力:フォーナイン、AXON、読売映像、passion、BABY UNIVERSE
- 製作著作:日本テレビ